# Михальсен, Хелена
Хелена Ирен Михальсен (нидерл. и норв. Helena Iren Michaelsen, род. 2 июня 1977 года в Эвье, Эуст-Агдер, Норвегия) — норвежская и нидерландская певица

, вокалистка группы Imperia (в прошлом — вокалистка группы Trail of Tears, первая вокалистка группы Epica).

## Дискография

### Trail of Tears
- When Silence Cries… (demo) — 1997
- Disclosure in Red — 1998
- Profoundemonium — 2000

### Imperia
- The Ancient Dance of Qetesh — 2004
- Queen of Light — 2007
- Secret Passion — 2011
- Tears of Silence — 2015
- Flames of Eternity — 2019

### Angel
- A Woman’s Diary — Chapter I — 2005